# Anufrievia bauhinicola
Anufrievia bauhinicola är en insektsart som beskrevs av Irena Dworakowska och Chandrasekhara A. Viraktamath 1978. Anufrievia bauhinicola ingår i släktet Anufrievia och familjen dvärgstritar. Inga underarter finns listade i Catalogue of Life.